# 86街車站 (IRT百老匯-第七大道線)
86街車站（英語：86th Street station）是紐約地鐵IRT百老匯-第七大道線的一個慢車地鐵站，位於曼哈頓上西城西86街及百老匯交界，設有1號線（任何時候停站）與2號線（僅深夜停站）列車服務。
此地下車站於1904年10月27日作為原初地鐵的一部份啟用，設有兩個側式月台和四條軌道。兩條快車軌道均有2號線（白天時段）和3號線（任何時候）列車通過。

## 車站結構
| G        | 街道               | 出入口                                         |
| P 月台層 | 側式月台，右側開門 | 側式月台，右側開門                             |
| P 月台層 | 北行               | 往范科特蘭公園-242街（深夜時 往241街）（96街） |
| P 月台層 | 北行快速           | 不停靠                                         |
| P 月台層 | 南行快速           | 不停靠                                         |
| P 月台層 | 南行               | 往南碼頭（深夜時 往布魯克林學院）（79街）      |
| P 月台層 | 側式月台，右側開門 |                                                |

## 外部連結
- nycsubway.org—IRT West Side Line: 86th Street
- nycsubway.org – Westside Views Artwork by Nitza Tufino (1989)（页面存档备份，存于）
- Station Reporter – 1 Train
- TheSubwayNut – 86th Street（页面存档备份，存于）
- Forgotten NY – Original 28 - NYC's First 28 Subway Stations（页面存档备份，存于）
- MTA's Arts For Transit – 86th Street (IRT Broadway–Seventh Avenue Line)
- 86th Street entrance from Google Maps Street View
- 87th Street entrance from Google Maps Street View
- Platforms from Google Maps Street View （页面存档备份，存于）